# 랑 데 바산티
《랑 데 바산티》(힌디어: रंग दे बसंती)는 2006년 개봉한 인도의 드라마 영화이다. 라케시 옴프라카시 메라가 감독과 공동각본을 맡았다. 2007 필름페어상 작품상 수상작이다.

## 출연

### 주연
- 아미르 칸
- 시따하트

### 조연
- 셔먼 조쉬
- 쿠날 카푸르
- 아툴 쿨카니
- 앨리스 패튼
- 소하 앨리 칸
- 스티븐 맥킨토시
- 마드하반
- 와히다 레만
- 아누팜 커
- 키론 커
- 옴 푸리
- 모핸 아가쉬
- 만밋 싱

## 기타
- 미술: 사미르 챈다
- 의상: 아준 바신
- 배역: 일레인 그레인저